# Andrea Perin
Andrea Perin (Valdagno, ...) è un allenatore di hockey su pista ed ex hockeista su pista italiano.

## Carriera
Cresciuto sportivamente nel Marzotto Valdagno, sodalizio rotellistico della sua città natale, ha militato in varie società di Serie A1, ricoprendo anche il duplice incarico di allenatore-giocatore. Nelle stagioni 2005-2006 e 2006-2007, dopo essere subentrato a Roberto Citterio, fu alla guida dell’Amatori Lodi, con cui partecipò all'edizione sperimentale della Coppa del mondo per club.

## Palmarès

### Giocatore

#### Club

##### Titoli nazionali
- Campionato italiano: 1

Seregno: 1990-1991

##### Titoli internazionali
- Coppa CERS/WSE: 1

Seregno: 1989-1990